# Charles W. Thayer
Charles Wheeler Thayer (* 9. Februar 1910 in Villanova, Pennsylvania; † 27. August 1969 in Salzburg, Österreich) war ein amerikanischer Kavallerieoffizier, Diplomat und Schriftsteller.

## Leben
Thayer besuchte bis 1928 die St. Paul’s School in Concord (New Hampshire) und trat noch im gleichen Jahr in die US-Militärakademie in West Point ein, die er 1933 mit einem Offiziersdiplom verließ. Er entschied sich jedoch nicht für eine militärische Karriere, sondern trat in den diplomatischen Dienst.
1933–1937 war er in Moskau Attaché und Konsul, von 1937 bis 1940 in Berlin und Hamburg Konsul. 1940–1942 wirkte er in Moskau, 1942/43 in Kabul als Konsul. 1944 wurde er in London Vizekonsul. 1945 war er in Jugoslawien als Oberstleutnant der U.S. Army und Chef der amerikanischen Militärmission in Jugoslawien tätig. Während des Zweiten Weltkrieges war er in diplomatischen Missionen in Afghanistan und im Gebiet der Tito-Partisanen in Jugoslawien tätig. 1945 wurde er zum Leiter des Office of Strategic Services in Wien ernannt. Nach 1945 war Thayer u. a. Generalkonsul in München.
1963 erschien sein Werk Guerrillas (Harper & Row, Publisher, New York), das 1964 in Westdeutschland unter dem Titel Guerillas und Partisanen. Wesen und Methodik der irregulären Kriegführung (Rütten und Loening, München) erschien. In dieser Studie analysierte er, Anhänger von Carl von Clausewitz, diverse Partisanen- und Guerillakriege nach 1945 und zog auch immer wieder historische Vergleiche, z. B. zu den Indianerkriegen in den USA. Thayer forderte ausdrücklich den Vorrang des Politischen vor dem Militärischen. Er sah das beginnende amerikanische Engagement in Vietnam äußerst skeptisch, da er die politische und militärische Führung der USA in einer Kreuzzugmentalität gefangen sah, die es ihr nicht ermögliche, Kompromisse mit dem Gegner einzugehen. Thayer war einer der ersten Militärtheoretiker, die sich mit dem Vietnamkrieg auseinandersetzten, an dessen Ende Andrew Mack die These von der asymmetrischen Kriegführung formulierte.
Seine Erlebnisse im diplomatischen Dienst, vor allem in der Sowjetunion, verarbeitete Thayer zum Teil in Romanen mit autobiographischem Hintergrund, z. B. Zwei Wodka zuviel (Reinbek 1972).

## Guerillas
Der Berufsdiplomat Thayer mit einschlägigen militärischen Erfahrungen zeigte sich schockiert über das Fiasko der von der CIA geleiteten Invasion in der Schweinebucht zum Sturz von Fidel Castro im April 1961. Außerdem bereitete ihm die Situation in Vietnam Sorge, da 1962/63 bereits gut 10.000 US-Soldaten in Südvietnam im Kriegseinsatz waren und ein Ende des Konflikts überhaupt nicht in Sicht war. Thayer analysierte daher eine Reihe von Guerilla- und Partisanenkriegen nach 1945. Ausführlich behandelte er die Tätigkeit der Huk auf den Philippinen und die Operationen von Georgios Grivas auf Zypern. Er hielt Grivas für einen der wenigen militärischen Kommandeure bzw. Führer einer Unabhängigkeitsbewegung, die mit nahezu ausschließlich terroristischen Methoden erfolgreich waren und eine Großmacht, in diesem Fall das britische Empire, zu einem politischen Nachgeben gezwungen hatte.
Als besonders fatal empfand Thayer das Fiasko in der Schweinebucht. Unabhängig von den zahlreichen militärischen, also handwerklichen Fehlern, kritisierte er scharf die politische Konzeptionslosigkeit der Operation und die völlige Fehleinschätzung der politischen und militärischen Lage auf der Insel. In Vietnam sah er eine Wiederholung dieser Fehler. Er konstatierte dem politischen und militärischem Establishment eine Kreuzzugmentalität, wie sie die USA schon in früheren Kriegen offenbart hatten und die sie unfähig machten, mit dem Gegner einen Kompromiss z. B. durch Verhandlungen einzugehen.
Thayers Werk war eine der ersten Analysen über den Vietnamkrieg. Viele Aspekte, die er analysierte und mit historischen Beispielen verglich, sind auch im Kontext der gegenwärtigen globalen Konflikte von Interesse, die oftmals als Asymmetrische Kriegführung bezeichnet werden.

## Publikationen
- Hallo, Genosse General! Bonn 1953.
- Die unruhigen Deutschen, Bern 1958.
- Guerillas und Partisanen. Wesen und Methodik der irregulären Kriegführung, München 1964 (Originalausgabe: Guerrillas, New York 1963).
- Checkpoint, Bern 1965.
- Russland, Amsterdam 1966.
- Zwei Wodka zuviel, Reinbek 1970.
- Bären im Kaviar, Gütersloh 1972.